# Grão Pará
Grão Pará is een gemeente in de Braziliaanse deelstaat Santa Catarina. De gemeente telt 6.278 inwoners (schatting 2009).

## Verkeer en vervoer
De plaats ligt aan de weg BR-475/SC-370.